# Startup
In economia una startup o impresa emergente è una nuova impresa o un’impresa che si è appena quotata in borsa.
Di solito una startup ha la forma di un'organizzazione temporanea o una società di capitali in cerca di soluzioni organizzative e strategiche che siano ripetibili e possano crescere indefinitamente. Aziende consolidate appartenenti ad un altro settore economico possono sperimentare le stesse soluzioni. Spesso queste società vengono gestite con un approccio di tipo Lean Startup, partendo dalla creazione di un Minimum Viable Product (MVP). Di solito le startup attraggono inizialmente capitali da investitori privati allo stato iniziale per poi procedere, una volta maturato il modello di affari, ad una eventuale quotazione sui mercati finanziari. Nel linguaggio finanziario, una "matricola" è una società di nuova quotazione presso una borsa valori, per definizione quindi una "startup" può essere "matricola", ma non è vero il contrario in quanto una matricola può essere anche una società dai contenuti tradizionali.
Come emerge dalla definizione di Steve Blank, la scalabilità è un elemento cardine di questa tipologia di impresa. L'avvio di un'attività imprenditoriale non scalabile, come l'apertura di un ristorante, non coincide dunque con la creazione di una startup ma di una società tradizionale.

## Etimologia
Il termine startup deriva dal verbo inglese to start up, che significa partire, avviarsi, mettersi in moto. Originariamente, il vocabolo venne utilizzato per indicare il processo di accensione e avvio di un computer o di altro dispositivo elettronico. La prima accezione economica faceva perlopiù riferimento alla fase iniziale di una nuova impresa nata nel settore internet o delle tecnologie dell’informazione. Il termine si è affermato ed è entrato nel dizionario finanziario italiano, ai tempi della bolla speculativa di internet.
Il termine può essere declinato sia al maschile che al femminile, sebbene sia più comune la versione femminile , in riferimento alla parola "azienda".

## Aspetti principali
Lo startup comprende quindi tutte le spese relative alla costituzione della società e agli investimenti strutturali (arredamento degli uffici, impianti, macchinari, ecc.), gli stipendi, l'eventuale cauzione per l'affitto, le spese relative al materiale di consumo e l'indicazione del capitale proprio. In questo modo l'imprenditore ha un quadro chiaro dello scenario finanziario relativo ai mesi successivi e della sua capacità di remunerare il capitale investito.
Lo startup può anche essere collegato ad una offerta pubblica di vendita, ovvero a quell'operazione con la quale un'impresa immette sul mercato titoli propri, come le azioni. Questa operazione può essere concomitante con lo startup, in quanto un'azienda può decidere di quotarsi alla Borsa valori proprio per agevolare la raccolta di capitale per avviare i propri processi produttivi.
Le startup companies, di solito imprese appena costituite, nelle quali vi sono ancora processi organizzativi in corso, essendo state appena avviate, utilizzano generalmente una limitata quantità di capitale, lavoro e terreni. Questo tipo di imprese, in caso di insuccesso, non sono particolarmente rischiose data l'esigua quantità di capitali investiti.
Secondo Harvard Business Review, il successo di una startup dipende in larga parte dalla capacità di formare un team equilibrato e resiliente, in grado di adattarsi rapidamente ai cambiamenti e alle esigenze del mercato.
Al fine di valutare preliminarmente il valore di una startup, è opportuno procedere con una pre-money valuation prima di effettuare l'investimento.

## Strumenti valutativi

### Preventivo finanziario
È importante valutare le immobilizzazioni (impianti, attrezzature, software, ecc.) richieste in fase di avvio e il capitale circolante necessario per sostenere i costi di gestione iniziali.
L'imprenditore deve valutare:
- quanto denaro serve per avviare l'attività (fabbisogno finanziario);
- se il capitale proprio è sufficiente e se è necessario ricorrere anche a capitali di terzi (banche, finanziarie, ecc.).

### Preventivo delle vendite
Per determinare i ricavi della futura attività, prima è necessario procedere alla previsione delle vendite. Si stabilisce il livello di vendite atteso, si descrivono gli eventi che potrebbero assicurare il pieno raggiungimento del volume di vendite ipotizzato e si individuano le minacce che potrebbero inficiare le previsioni.

### Preventivo economico
È un prospetto simile al conto economico e serve a determinare la convenienza del progetto imprenditoriale; infatti, attraverso l'individuazione dei costi e dei ricavi si determina l'utile della futura attività.

### Redditività del capitale investito e del capitale proprio
Per misurare la redditività dell'impresa, si utilizzano due indicatori: ROI (return on investiment) e il ROE (return on equity).
La redditività del capitale investito indica la capacità del progetto imprenditoriale di remunerare il capitale investito. Si calcola dividendo il reddito operativo (utile lordo) per il capitale investito.
La redditività del capitale proprio impegnato nell'attività si calcola dividendo l'utile netto per il capitale proprio.

## Quadro normativo in Italia
Il decreto-legge 18 ottobre 2012, n. 179 (cosiddetto "Crescita 2.0"), definisce una start-up innovativa nel modo seguente:
1. LETTERA SOPPRESSA DAL D.L. 28 GIUGNO 2013, N. 76, CONVERTITO CON MODIFICAZIONI DALLA L. 9 AGOSTO 2013, N. 99;
2. è costituita e svolge attività d'impresa da non più di sessanta mesi;
3. ha la sede principale dei propri affari e interessi in Italia;
4. a partire dal secondo anno di attività della start-up innovativa, il totale del valore della produzione annua, così come risultante dall'ultimo bilancio approvato entro sei mesi dalla chiusura dell'esercizio, non è superiore a 5 milioni di euro;
5. non distribuisce, e non ha distribuito, utili;
6. ha, quale oggetto sociale esclusivo o prevalente, lo sviluppo, la produzione e la commercializzazione di prodotti o servizi innovativi ad alto valore tecnologico;
7. non è stata costituita da una fusione, scissione societaria o a seguito di cessione di azienda o di ramo di azienda;
8. possiede almeno uno dei seguenti ulteriori requisiti: 
  1. le spese in ricerca e sviluppo sono (uguali o superiori al 15 per cento) del maggiore valore fra costo e valore totale della produzione della start-up innovativa. Dal computo per le spese in ricerca e sviluppo sono escluse le spese per l'acquisto e la locazione di beni immobili. Ai fini di questo provvedimento, in aggiunta a quanto previsto dai principi contabili, sono altresì da annoverarsi tra le spese in ricerca e sviluppo: le spese relative allo sviluppo precompetitivo e competitivo, quali sperimentazione, prototipazione e sviluppo del business plan, le spese relative ai servizi di incubazione forniti da incubatori certificati, i costi lordi di personale interno e consulenti esterni impiegati nelle attività di ricerca e sviluppo, inclusi soci ed amministratori, le spese legali per la registrazione e protezione di proprietà intellettuale, termini e licenze d'uso. Le spese risultano dall'ultimo bilancio approvato e sono descritte in nota integrativa. In assenza di bilancio nel primo anno di vita, la loro effettuazione è assunta tramite dichiarazione sottoscritta dal legale rappresentante della start-up innovativa;
  2. impiego come dipendenti o collaboratori a qualsiasi titolo, in percentuale uguale o superiore al terzo della forza lavoro complessiva, di personale in possesso di titolo di dottorato di ricerca o che sta svolgendo un dottorato di ricerca presso un'università italiana o straniera, oppure in possesso di laurea e che abbia svolto, da almeno tre anni, attività di ricerca certificata presso istituti di ricerca pubblici o privati, in Italia o all'estero, ovvero, in percentuale uguale o superiore a due terzi della forza lavoro complessiva, di personale in possesso di laurea magistrale ai sensi dell'articolo 3 del regolamento di cui al decreto del Ministro dell'istruzione, dell'università e della ricerca 22 ottobre 2004, n. 27;
  3. sia titolare o depositaria o licenziataria di almeno una privativa industriale relativa a una invenzione industriale, biotecnologica, a una topografia di prodotto a semiconduttori o a una nuova varietà vegetale ovvero sia titolare dei diritti relativi ad un programma per elaboratore originario registrato presso il Registro pubblico speciale per i programmi per elaboratore, purché tali privative siano direttamente afferenti all'oggetto sociale e all'attività di impresa.»

(Decreto-legge 18 ottobre 2012, n. 179, in materia di "Ulteriori misure urgenti per la crescita del Paese")
A gennaio del 2020, il Ministero dell'Innovazione Digitale ha pubblicato l'opuscolo informativo intitolato 2025. Strategia per l’innovazione tecnologica e la digitalizzazione del Paese. Le Prime azioni per l’Italia del futuro, che fissa alcuni principi giuridici generali della strategia pubblica di sviluppo digitale, del tutto prive di norme attuative e regolamentari, di analisi quantitative, riscontri bibliografici e documentali, o di un cronoprogramma dettagliato anche in termini di costi e risorse assegnate.

## Acceleratori ed incubatori
Per acceleratore di startup si intende un programma per lo sviluppo di una azienda che ha la finalità di renderla autonoma. Per incubatore di startup (detto anche Business Innovation Centre) si intende il luogo fisico nel quale le startup risiedono.
Secondo Forbes nel 2012 i migliori acceleratori ed incubatori erano Y Combinator, TechStars e DreamIt Ventures.

## Attenzione mediatica
Le startup hanno attirato molta attenzione mediatica negli anni 2010. A conferma di ciò la visita del presidente statunitense Barack Obama all'incubatore 1776 avvenuta il 3 luglio 2014 e quella del Presidente del Consiglio dei Ministri Matteo Renzi all'incubatore H-Farm avvenuta il 26 febbraio 2014. A queste si aggiunge l'annuncio del Presidente della Repubblica Francese François Hollande di misure per le startup d'oltralpe e quello del Primo Ministro del Regno Unito David Cameron di un prestito di 82 milioni di sterline in tre anni per giovani imprenditori.

## Critiche
Dall'analisi dei dati relativi alle startup italiane, è emerso che:
- in media il numero di dipendenti è inferiore a due;
- la metà di queste aziende riesce a malapena a coprire i costi;
- l'altra metà incassa meno di 400€ al giorno.

Da uno studio di Confimprenditori emerge quanto segue:
(Startup: tanto rumore per nulla?)
Da uno studio del 2016, ripreso da diverse testate nazionali e poi dallo stesso Ministero dello Sviluppo Economico, emerge che al 31 Dicembre 2015, delle startup iscritte al Registro delle Imprese Innovative funzionano solo due siti web su tre, e di questi oltre il 30% non è responsivo.
In un recente libro, Disrupted, my misadventure in the start-up bubble, il giornalista Dan Lyons ha scritto come nelle startup i dipendenti vengano trattati come se fossero in gita scolastica. Le persone che lavorano in quella startup non hanno esperienze pregresse e possono essere licenziati senza motivo in qualunque momento. Il prodotto commercializzato è mediocre e l'azienda punta più sull'apparenza e la pubblicità, che sulla qualità del servizio offerto.

### Ideologia
Nel 2006, Andrew Keen scrisse che le startup ed il Web 2.0 erano un "grande movimento utopico" una specie di utopismo tecnologico, simile ad una "società comunista", nel modo in cui quest'ultima viene descritta dal filosofo ed economista Karl Marx. L'autore nota come il linguaggio degli imprenditori del settore informatico sia cambiato da termini come "cool" (figo), "eyeballs" (letteralmente bulbo oculare, significa fissare qualcosa, dedicargli tutta la propria attenzione), e "burn-rate" (la quantità di denaro necessaria ad una startup per rimanere in piedi) vengono sostituite da espressioni militanti ed assurde come Empowering citizen media (dare più potere ai mezzi di informazione gestiti dai cittadini), radically democratize (permettere una gestione molto più democratica di qualcosa), smash elitism (colpire i comportamenti che favoriscano le élite), content redistribution (redistribuzione dei contenuti), authentic community (comunità autentica). L'autore vede il Web 2.0 come una ideologia, trasmessa degli imprenditori della Silicon Valley, che venera il creativo della domenica, come chi nel tempo libero fa filmati, canta canzoni o scrive libri. Viene suggerito da tale ideologia che chiunque, anche la persona più ignorante e meno alfabetizzata, possa e debba usare i mezzi digitali per esprimersi e realizzarsi.

### Depressione dei fondatori
Nel 2015 il presidente di uno degli acceleratori più famosi al mondo, Y Combinator, ha scritto che sui fondatori di startup viene fatta molta pressione affinché questi non mostrino mai segni di debolezza. Inoltre sulle spalle dei fondatori ci sono tantissime responsabilità. Questi fattori, insieme ad altri, portano alla depressione della quale non parlano.